# Campo de Mayo
Campo de Mayo est une vaste zone militaire, s’étendant sur 8 000 ha, sise à une trentaine de km (à vol d’oiseau) du centre de Buenos Aires, aux confins des partidos de Tigre, de San Martín, de San Miguel, de Tres de Febrero et de Hurlingham, près du point d’intersection des routes provinciales no 8 (anciennement route nationale 8) et no 23 (anciennement route nationale 202), qui bordent le camp. Le terrain militaire appartient à l’armée argentine, mais la Gendarmerie nationale argentine en fait usage également.
Ce camp militaire, qui héberge la garnison la plus importante d’Argentine, a été le principal foyer de conspiration où furent médités la plupart des coups d’État militaires exécutés ou tentés au cours du XXe siècle dans le pays. Sous la dictature de Videla, le camp servit de centre clandestin de détention, par où passeront quelque 5000 détenus.

## Histoire
En 1889 fut créé, dans la province de Buenos Aires, le partido de General Sarmiento, où allait être aménagé le futur camp militaire. À ce moment-là, la zone se trouvait déjà divisée en parcelles, où s’étaient établies de petites exploitations agricoles (estancias), dont les propriétaires avaient pour nom Morales, Maldonado, Navarro et Villamayor.
En 1900, l’étendue de territoire qui deviendra Campo de Mayo se fondait encore dans la campagne pampéenne et consistait en une vaste plaine ondulée, très peu arborée, occupée par un bétail en liberté, et peu frayée de personnes et de véhicules.
Auparavant, à l’époque coloniale, ces terrains, sis sur les pentes du río de las Conchas, plus tard renommé río de la Reconquista, avaient été la propriété des Valdivia.
Les environs du camp ayant été progressivement absorbés par l’agglomération portègne, Campo de Mayo est venue à se retrouver aujourd’hui dans la lointaine banlieue nord-ouest de Buenos Aires.

### Genèse du camp militaire
En 1901, la chambre des députés reçut un message signé du président de la Nation argentine Julio Argentino Roca, et de son ministre de la Guerre, le général Pablo Riccheri. Cette missive présentait comme indispensable l’acquisition d’un camp capable d’offrir aux troupes « le moyen de développer avec toute l’amplitude nécessaire l’instruction pratique de celles-ci, en leur permettant de se familiariser avec l’application sur le terrain des règlements, et en les dotant d’un lieu d’implantation pour l’enseignement tactique par des opérations des trois armes combinées, et favorisant l’exercice et le développement des aptitudes des commandants et officiers ». Dans la même lettre, les deux signataires révélaient qu’ils s’étaient déjà entretenus avec des propriétaires de l'ancien partido de General Sarmiento et acquis quelques terres avec des moyens financiers inscrits au budget du ministère de la Guerre. En même temps, un projet de loi portant création d’un champ de manœuvres militaire était en cours d’élaboration.

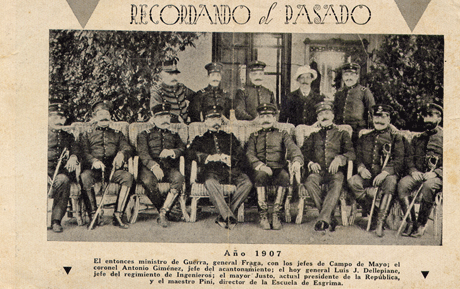
État-major de Campo de Mayo (1907).

Le 24 juillet de la même année, les députés mirent le projet en débat, puis l’adoptèrent, et trois jours plus tard le projet fut discuté au sénat. Ensuite, le 1er août, le projet, défendu par le ministre de la Guerre, Pablo Riccheri, et par les sénateurs Domingo Morón, Miguel Cané, Cátulo Aparicio et Carlos Pellegrini, fut sanctionné de façon provisoire ; enfin, l’approbabation finale votée le 6 août, le président Roca et le ministre Riccheri signèrent le 8 août la loi no 4.005, laquelle dispose en son article 1 : « Furent approuvées les négociations entreprises par le pouvoir exécutif en vue d’acquérir des terrains destinés à l’établissement d’un champ de manœuvres de l’armée, sur le río de las Conchas, aux environs de la Capitale fédérale, qui sera désigné par ‘Campo de Mayo’ ».
La loi évoquait une superficie approximative de cent hectares, mais des lois ultérieures augmenteront l’étendue du camp. En 1910, l’on procéda à l’expropriation, aux dépens de l’industriel Eugenio Mattaldi, de 60 000 m² sis aux alentours immédiats de la gare de Bella Vista, « afin de construire une ramification ferroviaire qui unisse cette gare avec la zone du bataillon de cheminots cantonné à Campo de Mayo ».

### Premières décennies
La premier commandant de la garnison de Campo de Mayo était le colonel Eduardo Conesa, mais les autorités ne lui accordèrent pas la puissance de feu qui sera octroyée à d’autres chefs militaires dans les décennies postérieures. En peu de temps, le camp se mua en un important centre d’instruction et de manœuvres. Les premiers chefs en furent les colonels Carlos O’Donell, Antonio Giménez, Luis Dellepiane, Alberto Cáceres, Camilo Gay et Eduardo Broquen.
L’arrivée de militaires venus s’établir dans la zone avec leur famille conduira à aménager dans les années 1930, au sud du camp, le quartier des sous-officiers Sargento Cabral.
Dans son Historia de General Sarmiento, l’historien Eduardo Munzón signale que

« la garnison de Campo de Mayo est un cantonnement destiné plus particulièrement aux écoles des armes et à leur centre d’instruction respectif, en même temps qu’un champ de manœuvres à l’usage des autres unités de l’armée, le camp comportant en effet en son sein les terrains et champs de tir de combat, et ceux consacrés aux expériences, et remplissant ainsi le rôle primordial que lui avait assigné, par une ample vision, son concepteur, l’ancien ministre de la Guerre, le colonel Pablo Riccheri. »

### Coups d’État
La série de coups d’État militaires qui furent fomentés à Campo de Mayo et devaient ponctuer l’histoire de l’Argentine au XXe siècle fut inaugurée dans la matinée du 6 septembre 1930 lorsqu’un groupe de députés fédéraux se réunit à Campo de Mayo pour solliciter les militaires d’écarter du pouvoir le président Hipólito Yrigoyen. La demande cependant resta sans suite, les militaires qui se trouvaient sur les lieux se déclarant légalistes. Pour sa part toutefois, le général José Félix Uriburu décida d’emmener avec lui, vers le milieu de la matinée, tous les cadets du Collège militaire d’El Palomar et de faire mouvement sur la Casa Rosada. Au cours du trajet, il y eut des gens qui leur lancèrent des vivats, et le contingent rebelle arriva à 18 heures sur la place de Mai, pour se substituer aux autorités élues démocratiquement.
À partir de ce moment débuta la période dite Décennie infâme, qui se prolongea jusqu’à ce qu’en juin 1943, à la veille d’une nouvelle élection présidentielle, il y eut un nouveau coup d’État. Le président alors en exercice, Ramón Castillo, s’était maintenu neutre dans la Deuxième Guerre mondiale, neutralité qui du côté allié était vue comme une complaisance à l’égard du nazisme. Quand il fut clair que Castillo avait désigné pour son successeur le grand propriétaire terrien de Salta, Robustiano Patrón Costas, réputé favorable aux alliés, plusieurs conspirations se tramèrent chez les officiers de Campo de Mayo, certaines de tendance pro-Alliés, d’autres neutralistes, ces dernières masquant souvent une sympathie pour les puissances de l'Axe. Le prétexte au coup d’État fut la demande de démission adressée par Castillo au ministre de la Guerre, le général Pedro Ramírez, que quelques militaires avaient indiqué comme étant le candidat idéal pour les prochaines élections. Ramírez vint exposer sa situation à ses pairs de Campo de Mayo, et tous les militaires y perçurent un affront à l’armée. Les membres de la loge secrète GOU et les anciens partisans du général Agustín Justo (décédé début 1943) avaient leurs raisons de renverser Castillo. Le lendemain, Ramírez remit sa démission au président, pendant que de Campo de Mayo des troupes rebelles se mirent en route vers la Casa Rosada et remplacèrent bientôt Castillo par le général Arturo Rawson, qui sera à son tour remplacé quelques jours plus tard par le susmentionné Ramírez.
L’année suivante les tractations à l’intérieur de l’armée amenèrent à la présidence le général Edelmiro Farrell, tandis que fut désigné vice-président un officier appartenant au GOU, le colonel Juan Perón, qui auparavant déjà, à la tête du secrétariat au Travail et à la Prévoyance sociale, s’était construit une base de pouvoir populaire par le biais d’une politique favorable aux travailleurs et aux syndicats.
Le 9 octobre 1945, la garnison de Campo de Mayo, après délibération, assemblées et pressions, exigea que le président Farrel éloignât Perón de la vice-présidence et de toutes les fonctions qu’il exerçait. Cette éviction déclencha une chaîne d’événements qui culmina dans la grande mobilisation ouvrière le 17 octobre et signa la fin du gouvernement militaire, fin scellée ensuite par l’arrivée au pouvoir de Perón à l’issue des élections de février 1946.
La décennie péroniste se termina par le coup d’État de septembre 1955, dont le foyer se situait dans la ville de Córdoba et dans les bases de la marine.
L’année suivante, Campo de Mayo jouera un rôle tragique lorsque des militaires et des civils péronistes tenteront en vain, sous la direction du général Juan José Valle, de recouvrer le pouvoir. La tentative avortée se produisit dans la nuit du 9 juin, et l’un des points à occuper était la garnison de Campo de Mayo, où se tenait un groupe d’officiers et de sous-officiers partie prenante au complot. Cependant, l’opération n’eut pas l’effet de surprise escompté, et le colonel Ricardo Santiago Ibazeta fut arrêté en même temps que le cercle de ses collaborateurs. Le gouvernement, dirigé par le général Pedro Eugenio Aramburu, décréta la loi martiale et fusilla en grand nombre conspirateurs et suspects de conspiration. Il y eut des exécutions dans l’École industrielle d’Avellaneda, dans l’École de mécanique, dans la Maison d’arrêt nationale (Penitenciaría Nacional), et dans un dépôt d’immondices à José León Suárez. Le journaliste et écrivain Rodolfo Walsh, écrivit dans la revue CGT de los Argentinos :

« À Campo de Mayo est constitué un tribunal militaire, qui ne trouve pas de motifs à appliquer la loi martiale à ceux qui y sont détenus. Cependant, l’ordre parvient de la présidence de la Nation et le général Lorio, en dépit de la décision du tribunal, lui obéit, faisant fusiller les colonels Eduardo Cortínez et Ricardo Ibazeta, les capitaines Néstor Cano et Eloy Caro, et les lieutenants Néstor Videla et Jorge Noriega. »

En 1962, après que le président constitutionnel Arturo Frondizi eut été renversé militairement, l’armée argentine liquide ses dissensions internes par un affrontement armé. Les deux camps, les Bleus et les Rouges, s’entretueront au-dedans et en dehors de Campo de Mayo (il y eut un état-major clandestin dans l’École de cavalerie), faisant sauter des ponts à Luján, installant des bases d’opération à Lanús, s’emparant d’une radio, et se battant en plein Buenos Aires.
Quand même le rôle de la garnison militaire tend à s’effacer derrière les noms des chefs rebelles qui prirent la tête de ces différents soulèvements, il n’en demeure pas moins que la capacité des conspirateurs à obtenir que la puissance de feu de Campo de Mayo se rangeât derrière eux conditionnait le succès de leur entreprise. Viendront ainsi à occuper le poste de président de facto et à exercer leur dictature les militaires Juan Carlos Onganía, Roberto Marcelo Levingston et Alejandro Agustín Lanusse, entre autres.

### Centre clandestin de détention
Campo de Mayo fut utilisé comme centre clandestin de détention aux fins de répression extralégale contre des prisonniers politiques que la dictature de Videla (1976-1983) cherchait à éliminer. À peine le coup d’État du 24 mars 1976 s’était-il produit que le camp militaire fut choisi pour héberger quatre de ces centres de détention pour personnes enlevées dans le cadre du dénommé Processus de réorganisation nationale de la nouvelle junte militaire. Des milliers d’opposants détenus à El Campito, peu revinrent vivants ; si beaucoup ont été enterrés sur place, d’autres furent éliminés au moyen des vols de la mort. À la même époque, l’hôpital militaire du camp servait de maternité clandestine, où l’on dérobait les enfants nouveau-nés des mains de leur mère captive pour les remettre à des familles favorables au régime.

## Entités opérationnelles établies à Campo de Mayo

### Organisations de l’armée argentine
Ont établi leurs quartiers sur le terrain de Campo de Mayo les organisations militaires suivantes :
- Commandement de la garnison militaire métropolitaine ;
- Commandement de l’éducation et de la doctrine ;
- Commandement des opérations terrestres ;
- Commandement de l’aviation militaire ;
- Force des opérations spéciales ;
- 1er Régiment d’artillerie « Brigadier General Iriarte » ;
- Bataillon du génie 601 ;
- Compagnie de communications 601 ;
- Compagnie de commandos 601 ;
- Compagnie de police militaire 601 ;
- Centrale de renseignement militaire ;
- Détachement du renseignement de combat 601 ;
- Centre d’entraînement opérationnel « Campo de Mayo » ;
- École militaire d’équitation ;
- École des armes, composée de :
  - École de cavalerie ;
  - École d’infanterie ;
  - École d’ingénieurs ;
  - École de communications ;
  - École d’artillerie ;
  - École de spécialisation ;
- École de sous-officiers de l’armée « Sargento Cabral » ;
- Groupement d’aviation militaire 601, composé de plusieurs unités mineures ;
- École d’aviation militaire ;
- Hôpital militaire de Campo de Mayo ;
- Centre argentin d’entraînement conjoint en vue d’opérations de paix (Centro Argentino de Entrenamiento Conjunto para Operaciones de Paz, CAECOPAZ)
- Institut pénal des forces armées ;
- Commandement de la 1re région et 1er détachement mobile de la Gendarmerie nationale ;
- Cité des sous-officiers « Sargento Cabral ».

### Corps d’aviation

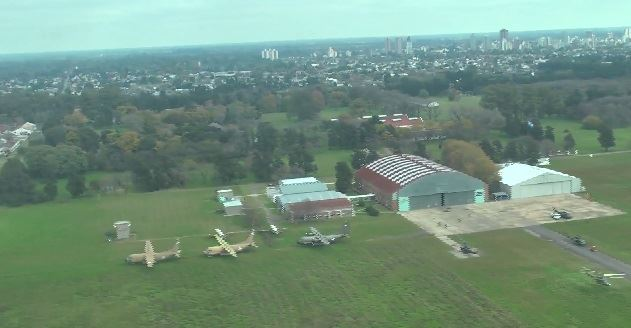
Aérodrome de Campo de Mayo.

- Bataillon d’hélicoptères d’assaut 601

Clef (B Helic Asal 601)
Devise « Non Sufficit Orbis »
Mission : attaque aérienne, transport, appui antarctique
Création : 31 décembre 1986
Aéronefs : AS-332B Super Puma, Bell 205 et 212, UH-1H Huey
- Bataillon de ravitaillement et maintenance d’aéronefs 601

Clef (B Ab Mant Aeron 601)
Devise « SICUT IN CÆLO ET IN TERRA »
Mission : ravitaillement et maintenance d’avions et d’hélicoptères
Création : 1959
Aéronefs : tous ceux utilisés par la force aérienne
- École d’aviation militaire « Colonel Ing. Antonio Arenales Uriburu »

Clef (Ec Av Ej)
Devise « Semper ad astra »
Mission : instruction
Création : 23 novembre 1989
Aéronefs : Cicaré SVH-3, H-23D Raven, T-41D Mescalero
- Escadron d’aviation d’appui au renseignement 601

Clef (Esc Av A Icia 601)
Mission : surveillance du champ de bataille, reconnaissance tactique
Création : 1er janvier 1994
Aéronefs : OV-1D Mohawk
- Escadron d’aviation d’exploration et d’attaque 602

Clef (Esc Av Expl Atq 602)
Devise « Pro patria pugno »
Mission : appui aérien rapproché, exploration, attaque
Création : 15 décembre 1986
Aéronefs : A-109 Hirundo, UH-1H Huey
- Escadron d’aviation d’appui général 603

Clef (Esc Av A G 603)
Devise « Aquila Non Capit Muscas »
Mission : soutien logistique, transport VIP, liaison, évacuation aéromédicale
Création : 1er janvier 1986
Aéronefs : Aeritalia G.222, C-212 Aviocar, Cessna T207, DHC-6 Twin Otter, Sabre 75, Merlin IV

### Installations de la Gendarmerie nationale argentine
Dans le périmètre de Campo de Mayo opèrent :
- l’Escadron Commando et Service

Aéronefs : Hughes 369, PA-31 Navajo, Queen Air B80, Fairchild Metroliner II, Pilatus PC-6 Turbo Porter, Pilatus PC-12, R-44 Raven.
- l’Escadron Sécurité « Campo de Mayo »